# When Eagles Strike
When Eagles Strike (na Filipinach pt. Operation Balikatan, w Polsce nieoficjalnie pt. Kiedy orły uderzają) – filipińsko-amerykański wojenny film akcji z 2003 roku, wyreżyserowany i wyprodukowany przez Cirio H. Santiago oraz wyprodukowany wykonawczo przez Rogera Cormana. W filmie w rolach głównych wystąpili: były kulturysta Christian Boeving oraz aktor dzieł klasy „B” Stacy Keach.
Według brazylijskiego dystrybutora, film oparty jest na autentycznych wydarzeniach. Obraz powstał niskim nakładem budżetowym, przez co zdjęcia kręcono na Filipinach, gdzie koszty produkcji filmowej są tańsze. Santiago określił swój projekt jako zainspirowany kinem akcji lat osiemdziesiątych oraz filmami Łzy słońca w reżyserii Antoine'a Fuqua (2003) i Helikopter w ogniu Ridleya Scotta (2001). When Eagles Strike zyskał zasadniczo negatywne recenzje krytyków, krytykowany za stereotypową fabułę i próbę podejścia reżysera do tematu terroryzmu. W niektórych omówieniach chwalono jednak rolę Boevinga i jego podobieństwo do Arnolda Schwarzeneggera. Wydany w wielu krajach na rynku DVD (direct-to-video), film minął się też z sukcesem komercyjnym. Planowano realizację sequela.

## Zarys fabuły
Gdy azjatyccy terroryści uprowadzają amerykańskich senatorów, generał Thurmond wysyła swoich najlepiej wyszkolonych komandosów z misją odbicia wpływowych polityków. Grupie przewodzi brawurowy „twardziel” Andrew Pierce. Żołnierze przybywają na zapomnianą wyspę gdzieś w Azji Południowo-Wschodniej, nie wiedząc, że w swoich szeregach mają zdrajcę, spiskującego z oponentami.

## Pełna fabuła
Ważne konferencje międzynarodowe na Filipinach przerywa zuchwały akt terroryzmu: brutalna grupa rebeliantów spod skrzydeł Al-Ka’idy porywa kilku amerykańskich senatorów. W zamian za uwolnienie polityków, domagają się wydania własnych żołnierzy, przetrzymywanych na terenie Stanów Zjednoczonych. Amerykańscy dowódcy wojskowi chcą uniknąć szumu wokół przetrzymywania i przesłuchiwania członków Al-Ka’idy. By zapobiec zamieszaniu politycznemu, generał Thurmond powierza zadanie odbicia zakładników swojemu najlepiej wyszkolonemu i najbardziej doświadczonemu żołnierzowi, porucznikowi Andrew Pierce’owi. Komandos, przebywający na kontynencie azjatyckim wraz z elitą sił specjalnych, kompletuje drużynę, której ma dowodzić. Żołnierze wyruszają na zapomnianą malezyjską wyspę, mając jedynie czterdzieści osiem godzin na wypełnienie tajnej misji.
Misja okazuje się skrajnie niebezpieczna: wkrótce po dostaniu się na wyspę ekipa Pierce’a zostaje ostrzelana i wielu z amerykańskich żołnierzy ginie. Mniej niż dziesięciu członków zespołu uchodzi z życiem i kontynuuje zlecenie. Pierce i jego żołnierze przeczesują rozległe tereny wyspy w poszukiwaniu bazy wroga, cały czas ich śladem podążają terroryści. Amerykanie kilkukrotnie natrafiają na osady, w których nie odnajdują jednak senatorów, za to które stają się miejscem kolejnych bitew. Gdy w końcu otoczeni zostają przez liczną grupę wojsk Al-Ka’idy, na jaw wychodzi fakt, iż przez cały czas wykonywania misji w ich szeregach znajdował się zdrajca, spiskujący z oponentami − porucznik Gomez. Gomez, mimo pomocy okazanej Al-Ka’idzie, zostaje zabity, zaś reszta żołnierzy zostaje schwytana i wzięta do niewoli.
W bazie wroga porucznik Pierce jest brutalnie przesłuchiwany i poniżany przez wroga. Bity, podwieszany i rażony prądem elektrycznym o wysokim natężeniu, ma zdradzić cel swojej misji, czego zaciekle odmawia. Gdy Al-Ka’ida pod dowództwem sadystycznego Ibrahima nawet wielogodzinnymi torturami nie jest w stanie zmusić komandosa do wyjawienia informacji, nakazuje zabicie żołnierzy sił zbrojnych. Tuż przed egzekucją rozstrzelania tychże na wyspie lądują amerykańskie wojska, wezwane przez jednego z bohaterów przy użyciu mikronadajnika, ukrytego w plecaku Pierce’a. Korzystając ze wsparcia rodaków, Pierce i jego ekipa odbijają senatorów-jeńców oraz mordują większą część wojsk Al-Ka’idy. Wracają do USA.

## Obsada
- Christian Boeving występuje w filmie jako porucznik Andrew Pierce[7][8] − brawurowy komandos, członek United States Armed Forces, głównodowodzący oddziałem sił specjalnych. Jest silny, muskularny, świetnie operuje bronią. Ma charakter pełnokrwistego, ultramęskiego macho[9]. Najbardziej nieustraszony spośród bohaterów, dobrze radzi sobie w ekstremalnych warunkach, doskonale znosi ból i tortury. Przedstawiony jako dumny Amerykanin i patriota.
- Stacy Keach gra w filmie generała Thurmonda, który dowodzi ekipą najlepiej wyszkolonych komandosów. Mają oni za zadanie odbić amerykańskich senatorów z niewoli. Na wieść o pojmaniu żołnierzy przez Al-Ka’idę Thurmond mówi: „Moi towarzysze broni umierają dopiero wtedy, gdy im to każę!”[10][11]

Pozostali członkowie obsady:
- Davee Youngblood − starszy szeregowy Tyler Owens
- Jesse Vint − kapitan Spencer, szef CIA
- Rey Malonzo − porucznik Rodrigo Gomez
- Nate Adams − Darren, sanitariusz
- Eddie Garcia − generał Espino
- Jess Lapid Jr. − Salek
- Monsour del Rosario − Ahmed
- Joe Mari Avellana − Ibrahim, jeden z członków Al-Ka’idy
- Archie Adamos − Mag
- Carlo Maceda − Dima
- Nigel Hogge − senator Barnes
- Joseph Zucchero (w czołówce jako Joe Zucchero) − Greg
- Eddy Ellwood − muskularny komandos (sceny usunięte)

## Produkcja
Cirio H. Santiago opisał When Eagles Strike jako „przepojony akcją wehikuł czasu, cofający widza do lat osiemdziesiątych − kolebki kina sensacyjnego”, film pełen scen bitew, eksplozji i efektów specjalnych. Reżyser porównał swoją produkcję do dzieł wojennych: Łzy słońca Antoine'a Fuqua oraz Helikopter w ogniu Ridleya Scotta. Scenariusz podyktowały też krwawe wydarzenia ze Stanów Zjednoczonych w dniu 11 września 2001 roku oraz działalność Al-Ka’idy. Santiago powiedział, że za pośrednictwem When Eagles Strike chciał „pojednać ze sobą Filipińczyków i Amerykanów, chrześcijan i muzułmanów”. Film kręcony był w pierwszym kwartale 2003 roku, prace na planie ruszyły 4 lutego. Zdjęcia realizowano na Filipinach (w tym w Manili i Subic Bay), z powodu niskiego nakładu budżetowego, jakim operowali twórcy. Za lokacje dla operatora posłużyły głównie dzikie, tropikalne dżungle.
Odtwórca roli głównej, były kulturysta Christian Boeving, samodzielnie wykonał wszystkie popisy kaskaderskie. W wywiadzie dla magazynu AHF for Men przyznał: „na planie zdjęciowym drastycznie skopano mi tyłek”. Przygotowując się do występu, Boeving spędził kilka miesięcy na morderczych treningach: powiedziano mu, że jego rola będzie „bardzo fizyczna”. Po przybyciu na Filipiny był w najlepszej formie swojego życia. W obsadzie aktorskiej, jak i ekipie realizacyjnej, znaleźli się Amerykanie i Filipińczycy. W filmie, poza Boevingiem, zagrali między innymi: aktor i polityk Rey Malonzo, uznani filipińscy aktorzy Monsour del Rosario i Eddie Garcia, weteran Stacy Keach. Ostatni z wymienionych wystąpił jako generał dowodzący grupą amerykańskich komandosów, których zadanie polega na odbiciu więzionych polityków. Gdy Malonzo otrzymał angaż do roli porucznika Rodrigo Gomeza, sprawował władzę nad miastem Caloocan. Wziął więc osiemnastodniowy urlop, aby praca nad filmem nie wpłynęła negatywnie na pełnioną przez niego rolę burmistrza. Istotne kreacje stworzyli też młodzi aktorzy z USA, Davee Youngblood (starszy szeregowy Tyler Owens) oraz Nate Adams (sanitariusz wojskowy Darren). Adams, podobnie jak Boeving, był sportowcem: trzykrotnie zdobył tytuł mistrza Montany w wrestlingu. Obsadzono też w When Eagles Strike Jacka Palance'a (laureata Oscara), ale ostatecznie aktor nie pojawia się filmie.

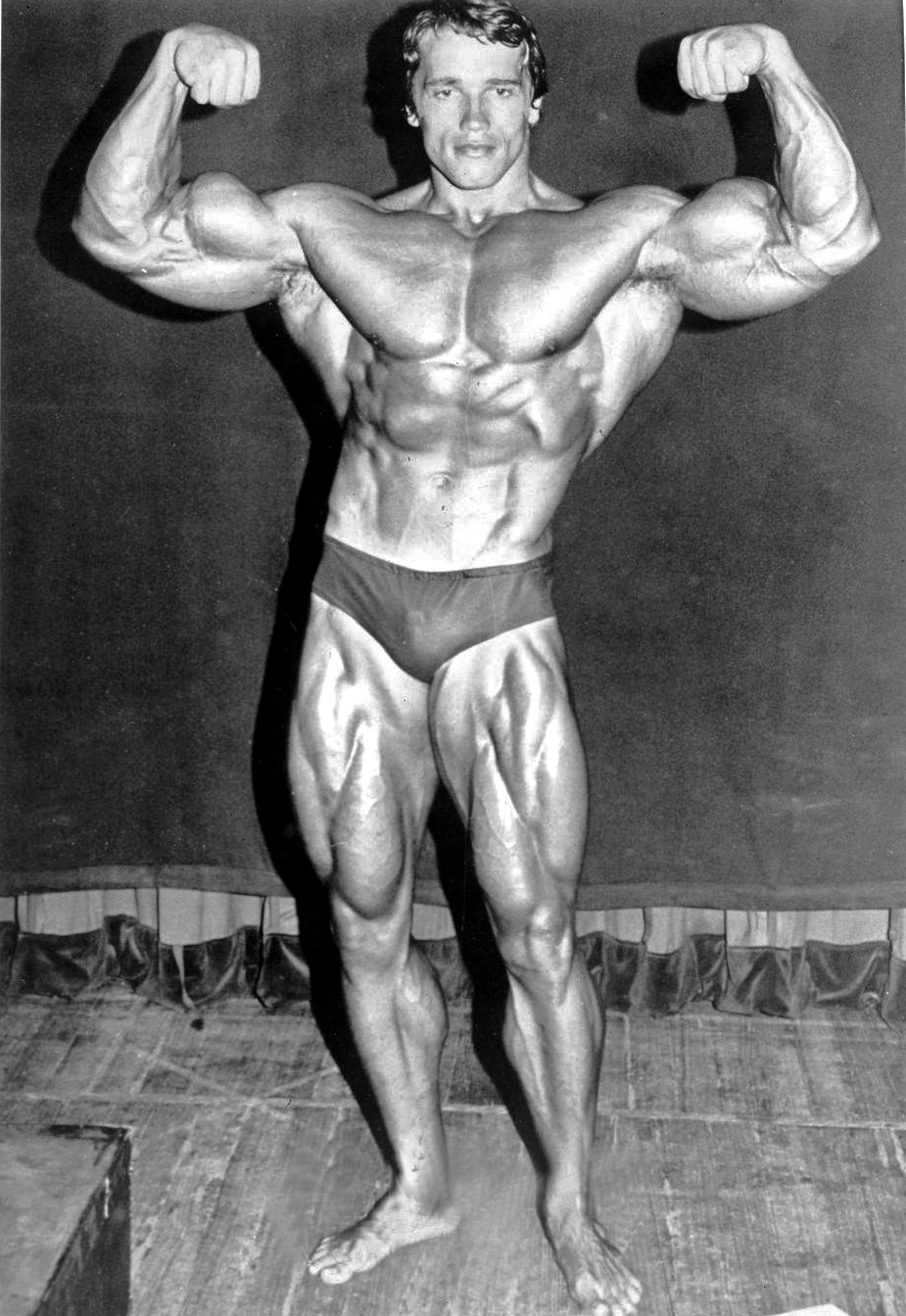
Arnold Schwarzenegger − idol Christiana Boevinga, wzorzec postaci Andrew Pierce’a.

Boeving oparł stworzony przez siebie wizerunek (postać muskularnego komandosa) na tym wykreowanym przez Arnolda Schwarzeneggera w filmach akcji pod koniec lat osiemdziesiątych. Schwarzenegger jest idolem Boevinga i stanowił dla niego impuls do rozpoczęcia kariery sportowej, a później aktorskiej. Postać porucznika Pierce’a wzorowana była na majorze „Dutchu” Schaeferze z Predatora (1987) oraz pułkowniku Johnie Matriksie z filmu Komando (1985). Istniała alternatywna wersja sceny przesłuchania Andrew Pierce’a, w której bohater grany przez Christiana Boevinga torturowany był nago, o parę minut dłużej i w brutalniejszy sposób − w hołdzie złożonym scenie tortur Sylvestra Stallone'a w klasycznym filmie Rambo II (1985). Fragment zastąpiono mniej brutalną sceną.
Producenci planowali obsadzenie Matta McColma w roli przodującej − aktor miał bowiem reputację gwiazdy filmów akcji klasy „B” oraz imponował rozwiniętą muskulaturą. Ostatecznie angaż otrzymał Boeving. Kulturysta Eddy Ellwood zagrał jednego z komandosów, ale sceny z jego udziałem usunięto w fazie postprodukcji.

## Wydanie filmu
Światowa premiera filmu nastąpiła 11 czerwca 2003 na Filipinach. Podczas premiery obrazu na Festiwalu Filmowym w Manili na czerwonym dywanie pojawili się członkowie obsady, między innymi Rey Malonzo, Eddie Garcia i Monsour del Rosano. Projekcja filmu została oprotestowana przez amerykańskich żołnierzy stacjonujących na Filipinach, którzy uznali, że obraz może przedstawić ich oddział w negatywnym świetle. Major Lito Atienza skomentował protesty, mówiąc: „To tylko film, jego celem jest dostarczenie rozrywki. Wątki wojskowe stanowią tu sprawę drugorzędną.” Filipińska organizacja ds. klasyfikacji filmów i programów telewizyjnych przyznała produkcji kategorię „PG-13” (co oznaczało, że obejrzeć mogą ją osoby od trzynastego roku życia). Wkrótce potem projekt wydany został na rynku DVD/video (direct-to-video) między innymi w: Rosji (pod tytułem Когда орел атакует w 2003), Brazylii (jako O Ataque dos Águias w 2007), Japonii (Codename Eagle, 2006), Stanach Zjednoczonych (2004) czy Niemczech (2009). 11 maja 2006 roku film został wydany w Tajwanie, jako rzekomy sequel Helikoptera w ogniu, pod tytułem 黑鷹計畫 2. Jeszcze w pierwszej połowie 2003 roku Santiago sprzedał sieciom HBO i Cinemax prawa do emisji filmu w telewizji. Obrazu nie opublikowano na terenie Polski.

## Opinie
Film zebrał w najlepszym wypadku mieszane, a w najgorszym bardzo negatywne recenzje krytyków. Recenzent niemieckiego leksykonu Das Lexikon des Internationalen Films pisał o When Eagles Strike jako o „patriotycznym filmie akcji, w którym pobrzmiewają echa zamachów terrorystycznych z 11 września 2001 roku, obfitującym w wiele klisz i stereotypów”. W omówieniu dla witryny MonsterHunter pisano, że postaci są nudne, a głównego bohatera, porucznika Andrew Pierce’a, określono jako „Uncle Sama na sterydach”: „rozwój postaci Andrew jest nikły − uwagę zwracają tylko jego silnie rozwinięte, muskularne ramiona”. W artykule dla portalu eFilmCritic.com, zatytułowanym „Gdzie jest John Rambo, kiedy go potrzebujesz?”, film został maksymalnie skrytykowany przez dziennikarza Scotta Weinberga. „Można by ulec pokusie i zakwalifikować When Eagles Strike jako obraz typu «zerżnięte z pierwszych stron gazet», lecz w rzeczywistości podsumowanie «zerżnięte ze śmietnika» jest trafniejszą oceną. (...) Film traktuje wyłącznie o «złych brązowych ludziach», stojących w kolejce do bycia «wykoszonym» w niekończącej się serii strzelanek z karabinów maszynowych” − pisał Weinberg, wyraźnie krytykując brak spektakularności w fabule oraz nawiązywanie do wówczas aktualnych, kontrowersyjnych tematów medialnych. Recenzent negatywnie opisał także dialogi bohaterów oraz kreacje aktorskie członków obsady. Weinberg wydał filmowi ocenę w postaci , przy czym ogólna ocena portalowa (powstała przy wyciągnięciu średniej z noty recenzenta i opinii użytkowników serwisu) wyniosła . W serwisie Rotten Tomatoes figuruje tylko jedna recenzja When Eagles Strike − jest ona negatywna. Ocena użytkowników wyciągnięta jest z osiemdziesięciu sześciu głosów i wynosi 33/100
Redaktor witryny Actionfreunde nazwał bohatera granego przez Boevinga „chodzącym mięśniem, który jest tak charyzmatyczny, jak wolno schnąca tapeta”. Portal VCDQ.com również nie wydał korzystnego omówienia na temat filmu: „Akcyjniak tak głupi, jak to tylko możliwe, z testosteronem wylewającym się poza ekran, homoerotyczną aurą oraz głównym bohaterem stylizowanym na Schwarzeneggera. Bardzo słaby, lecz nadal niepokojąco interesujący.” W dzienniku Folha de S. Paulo film uzyskał jedną gwiazdkę na trzy możliwe. Pozytywna opinia pojawiła się w magazynie fitness AHF for Men, gdzie pisano, że „When Eagles Strike przypadnie do gustu każdemu, kto ceni sobie Komando ze Schwarzeneggerem”. Recenzent pochwalił film za wysokiej jakości efekty specjalne i wysokooktanową akcję, podsumowując ją jako „elektryzującą grę w kotka i mysz”. W serwisie Yippee-ki-yay, Motherf*cker! uznano, że brakuje w When Eagles Strike elementu zaskoczenia. Przychylnie omówiono natomiast rolę przodującą: „Na szczęście orzeźwiający jest Boeving jako komandos−macho. Charyzmatyczny, choć nieuzdolniony, aktor−kulturysta pozytywnie wpływa na ogół filmu. Ilekroć stylizowany na młodszego Arniego Schwarzeneggera bohater gości na ekranie, amatorska wizja Santiago nabiera walorów. I to nie tylko w postaci ociekającego potem, arcyprzystojnego młodego Boga, biegającego w obcisłym podkoszulku po tropikach; Boeving to zmartwychwstały bohater kina akcji lat 80. Kto pokochał Komando, zadowoli się When Eagles Strike.”
Serwis Prime News wymienił When Eagles Strike na liście najlepszych filmów wojennych (jedynie wśród „honorowo” wspomnianych tytułów spoza czołowej dziesiątki).

## Sequel
Scenariusz sequela, zatytułowanego When Eagles Strike 2 − Mission: Survive, został napisany wkrótce po premierze filmu. Kontynuacja miała zostać nakręcona w 2004 roku jako film telewizyjny, jednak projekt porzucono. Szczegóły fabularne nie są znane, wiadomo natomiast, że bohaterem sequela miał zostać porucznik Andrew Pierce.